# Benin na Letnich Igrzyskach Olimpijskich 1992
Benin na Letnich Igrzyskach Olimpijskich 1992 reprezentowało 6 zawodników, 4 mężczyzn i 2 kobiety.

## Skład kadry

### Kolarstwo
Mężczyźni
- Fernand Gandaho
  - Wyścig indywidualny ze startu wspólnego - nie ukończył

- Cossi Houegban
  - Wyścig indywidualny ze startu wspólnego - nie ukończył

### Lekkoatletyka
Mężczyźni
- Pascal Dangbo
  - Bieg na 100 m (odpadł w 1 rundzie eliminacji, 62. miejsce)

- Idrissou Tamimou
  - Bieg na 800 m (nie ukończył)
  - Bieg na 1500 m - 46. miejsce

Kobiety
- Laure Kuetey
  - Bieg na 100 m (odpadła w 1 rundzie eliminacji, 46. miejsce)

- Sonya Agbéssi
  - Skok w dal - 28. miejsce